# سندرم دوبین جانسون
سندرم دوبین جانسون (به انگلیسی: Dubin–Johnson syndrome) یک اختلال نادر مادرزادی است که موجب هایپر بیلی‌روبینمیا (افزایش بیلی‌روبین خون) میشود.

## بیماریزایی
توارث این اختلال ژنتیکی اتوزومال مغلوب است جهش در ژن پروتئین mrp2میباشد.علت آن ناشناخته است ولی به نظر میرسد اختلال در ترشح بیلی‌روبین به صفرا میباشد.درواقع در این بیماری یکی از پروتئین هایی که وظیفه نقل و انتقال بیلی روبین را دارد آسیب میبیند. در این سندرم کبد رنگدانه سیاه دارد.

## تظاهرات بالینی
این اختلال با زردی (بیلی‌روبین کونژوگه) بدون علامت اغلب در دهه دوم زندگی ظاهر میشود.البته ممکن است در دوران نوزادی با آزمایشهای خون نیز بیماری تشخیص داده شود. آنزیمهای کبدی نرمال میباشند. بیماری سیر خوش خیمی دارد.